# Алкогольные взбитые сливки
 Алкогольные взбитые сливки — это взбитые сливки, которые содержат алкоголь. Как правило, их смешивают с алкогольным напитком.
К 2005 году сливки появились в продаже. Их продавали под торговыми марками Liquor Whipped (крепость: 28 пруф), CREAM (30 пруф); Whipped Lightning (35,5 пруф); Get Whipped, Whipsy (27 пруф), Canisters of Cream. Как правило, алкогольные взбитые сливки продаются в аэрозольных баллончиках. Известны сливки подобного вида с различными ароматами, также известны сливки, подаваемые с вином.

## Критика
Алкогольные взбитые сливки были раскритикованы за то, что они, возможно, «нацелены на молодых пьющих людей». По мнению критиков, «если продукт не похож на алкогольный напиток, человек может не осознавать, что в продукте много алкоголя».
В Соединенных Штатах алкогольным взбитым сливкам присвоен статус «distilled spirits specialty product», их продажа регулируется.